# Операција Плава Орхидеја
Операција Плава Орхидеја је била удружена акција САД и Русије у растурању криминалне организације која се бавила дечјом порнографијом и чији се сајт звао Плава орхидеја. Акција је почела у мају 2000. године, пошто је једна информација везана за други случај дечје порнографије довела до информације о сајту Плава орхидеја. Сајт, на коме су се налазиле сцене силовања, такође је имао видео-снимке злостављања осмогодишњих руских дечака. Снимци су продавани по цени од око 300 долара. Истрага је укључивала куповину једног снимка, од стране царинских службеника САД. Истрага је резултовала хапшењем четири Американца и пет Руса укључујући креатора и менаџера сајта, чије је име Всеволод Солнстев-Елбе. Вођа акције Чарлс Винвуд је због успешно обављене акције, али и чињенице да је постојала међународна сарадња констатовао да „не постоје границе када је у питању заједнички интерес заштите деце“.